# Armorial des Plantagenêts
 (mars 2017).
Motif : problèmes de structure et de sélection de l'information, non-respect des normes de rédaction, français qui semble sorti d'un logiciel de traduction automatique, overlinking

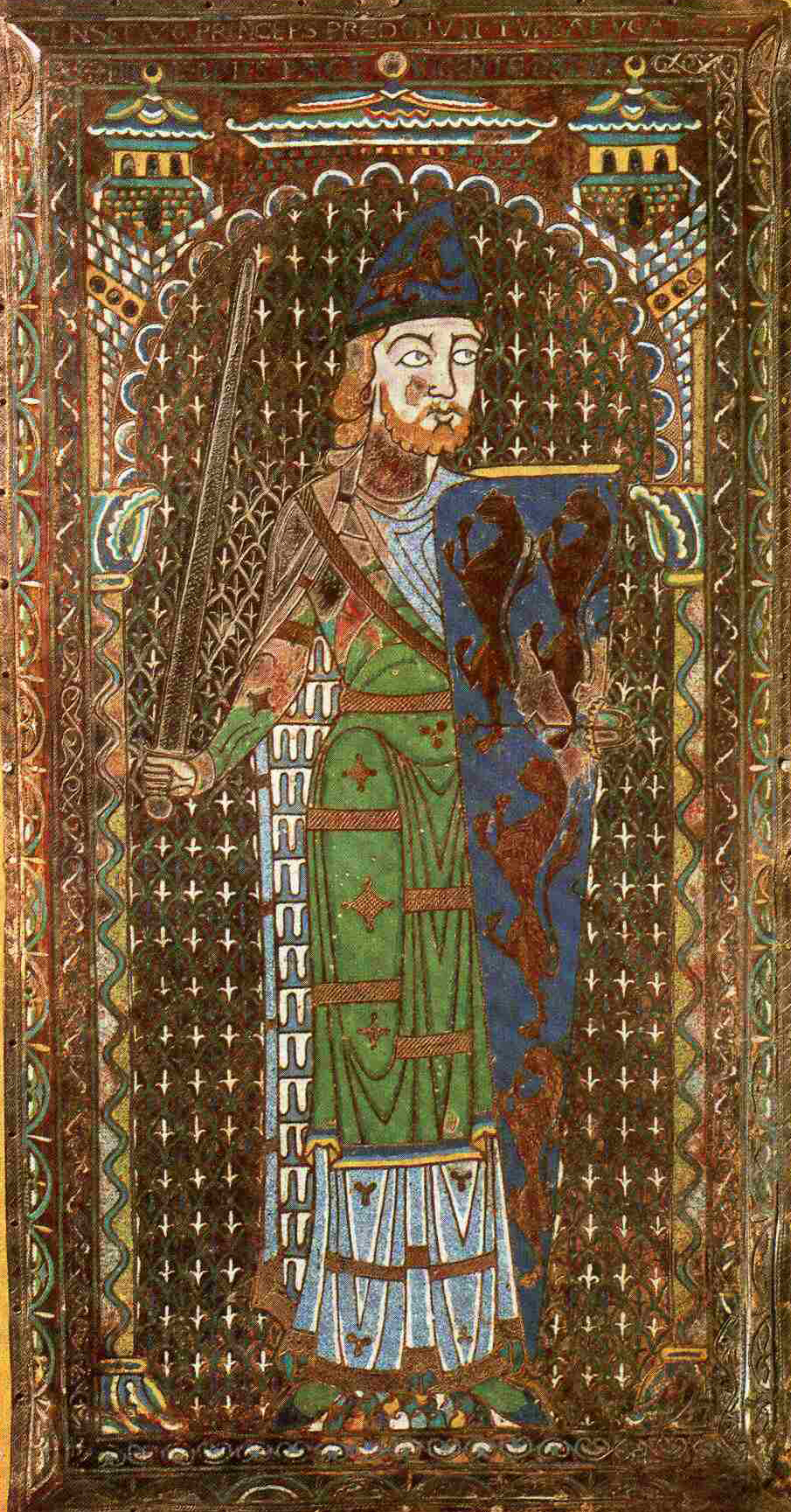
Émail Plantagenêt, plaque funéraire de Geoffroy Plantagenêt, fondateur de la dynastie

L'armorial des Plantagenêt présente les divers armoiries (figures et blasonnements) arborées par les descendants du comte d'Anjou Geoffroy V, époux de Mathilde l'Emperesse. Leur fils Henri II sera en effet le fondateur de la dynastie royale Plantagenêt en Angleterre. Geoffroy était issu de la famille franque (et non normande) des Ingelgeriens par sa mère, et probablement de la famille franque des Rorgonides par son père.
Les armoiries de cette famille comtale puis royale, blasonnées de gueules, à trois léopards d'or (armés et lampassés d'azur), s'identifièrent petit à petit comme « les armes d'Angleterre ». Elles furent adoptées par Richard Cœur de Lion, fils d'Henri II. Les branches cadettes issues de la maison royale d'Angleterre portèrent les armes d'Angleterre diminuées de diverses brisures.

## Les premiers Plantagenêt: genèse des armes d'Angleterre
| Figure                              | Nom et blasonnement |
|                                     | Geoffroy « Plantegenêt » (1113 † 1151), comte d'Anjou, du Maine et de Touraine. Il reçoit l'investiture du duché de Normandie en 1144 au nom des droits de sa femme, Mathilde « l'Emperesse », fille d'Henri Ier d'Angleterre et veuve de l'empereur Henri V. Sa plaque funéraire, autrefois à la cathédrale du Mans porte : - D'azur à six lions d'or, trois, deux et un. Comme duc de Normandie, la tradition lui attribue les armoiries postérieures du duché : - De gueules à deux léopards d'or:14 . Ces armoiries sont imaginaires (tradition postérieure). |
| Enfants de Geoffroy « Plantegenêt » | |
|                                     | Henri II Plantagenêt (1133 † 1189), roi d'Angleterre et seigneur d'Irlande, duc d'Aquitaine et de Normandie, comte d'Anjou, du Maine et de Touraine. Fils aîné de Geoffroy V et de Mathilde « l'Emperesse ». - De gueules à deux léopards d'or ,. Le fait que plusieurs de ses filleuls d'armes portaient des armoiries à deux léopards incite plusieurs historiens à penser qu'il en portait des semblables. |
|                                     | Guillaume « FitzEmperesse » (1136 † 1164), vicomte de Dieppe. Troisième et dernier fils de Geoffroy V et de Mathilde « l'Emperesse ». De 1154 à 1164, ses sceaux portent : - De ... au lion de ... |
| Enfants d'Henri II                  | |
|                                     | Henri « le Jeune » (1155 † 1183), co-roi d'Angleterre. Deuxième fils d'Henri II et d'Aliénor d'Aquitaine. La tradition lui attribue : - De gueules au lion d'or (armé et lampassé d'azur). Ces armoiries sont imaginaires (tradition postérieure). |
| ? Puis                              | Richard « Cœur de Lion » (1157 † 1199), roi d'Angleterre, duc d'Aquitaine et de Normandie, comte d'Anjou, du Maine et de Touraine. Troisième fils d'Henri II et d'Aliénor d'Aquitaine. - De ... aux deux lions affrontés de ... . Alias, - De ... au lion de ... . Contrairement à celles des rois précédents, ces armoiries sont attestées. On en voit la moitié dextre sur un sceau. La deuxième moitié et les couleurs sont en revanche sujettes à spéculation,. Vers 1195 ou 1198, il change d'armoiries et prend : - De gueules à trois léopards d'or,.      |
|                                     | Geoffroy (1158 † 1186), duc de Bretagne par son mariage avec Constance de Bretagne. Quatrième fils d'Henri II et d'Aliénor d'Aquitaine. |
|                                     | Jean « sans Terre » (1166 † 1216), seigneur d'Irlande, puis roi d'Angleterre, duc d'Aquitaine et de Normandie, comte d'Anjou, du Maine et de Touraine. Cinquième et dernier fils d'Henri II et d'Aliénor d'Aquitaine. Avant son accession au trône, ses sceaux portent : - De gueules à deux léopards d'or,. En 1199, il s'empare du trône et reprend les armoiries de son frère Richard « Cœur de Lion », qui deviennent de fait les armoiries de l'Angleterre : - De gueules à trois léopards d'or,.                                                            |
| Enfants de Geoffroy II de Bretagne  | |
|                                     | Arthur (1187 † 1203), duc de Bretagne. Fils de Geoffroy II et Constance de Bretagne. La tradition lui attribue : - De gueules au lion d'or (armé et lampassé d'azur). Ces armoiries sont imaginaires (tradition postérieure). |

## Les rois d'Angleterre
| Armoiries | Écu | Nom et blasonnement |
|           |     | Les premiers rois Plantagenêt de 1198 à 1340. De gueules à trois léopards d'or(d'Angleterre),. Armoiries portées par : - Jean sans Terre (1166 † 1216), roi d'Angleterre et seigneur d'Irlande, duc de Normandie et d'Aquitaine, comte d'Anjou, du Maine et de Touraine ; cinquième et dernier fils d'Henri II. - Henri III (1207 † 1272), roi d'Angleterre et seigneur d'Irlande, duc d'Aquitaine ; fils aîné de Jean. - Édouard Ier (1239 † 1307), roi d'Angleterre et seigneur d'Irlande, duc d'Aquitaine ; fils aîné d'Henri III. - Édouard II (1284 † 1327), roi d'Angleterre et seigneur d'Irlande, duc d'Aquitaine ; quatrième fils d'Édouard Ier. - Édouard III (1312 † 1377), roi d'Angleterre et seigneur d'Irlande, duc d'Aquitaine ; fils aîné d'Édouard II. Il porte ces armes jusqu'en 1340. |
|           |     | Édouard III (1312 † 1377), roi d'Angleterre et seigneur d'Irlande, duc d'Aquitaine. Prétendant à la succession de Charles IV le Bel par sa mère Isabelle de France, il se proclame roi de France en 1340 et change d'armoiries : Écartelé, aux 1 et 4 d'azur semé de lys d'or (de France ancien) ; aux 2 et 3 de gueules à trois léopards d'or armés et lampassés d'azur (d'Angleterre),. Son badge, une jarretière d'azur, devient l'insigne de son ordre de chevalerie |
|           |     | Richard II (1367 † 1400), roi d'Angleterre et seigneur d'Irlande, duc d'Aquitaine ; petit-fils du précédent. Parti, au I d'azur à la croix fleuronnée d'or accompagnée de cinq merlettes du même (Armoiries attribées à Édouard le Confesseur) ; au II écartelé, aux 1 et 4 d'azur semé de lys d'or (de France ancien) ; aux 2 et 3 de gueules à trois léopards d'or armés et lampassés d'azur (d'Angleterre). Il utilise son badge, un cerf d'argent, comme support. |

### Rois de lamaison de Lancastre
| Armoiries | Écu | Nom et blasonnement |
|           |     | Henri IV (1367 † 1413), fils de Jean de Gand, duc de Lancastre et petit-fils d'Édouard III. Il destitue son cousin Richard II en 1399 et devient, roi d'Angleterre et seigneur d'Irlande, duc d'Aquitaine. Écartelé, aux 1 et 4, d'azur semé de lys d'or (de France ancien) ; aux 2 et 3 de gueules à trois léopards d'or armés et lampassés d'azur (d'Angleterre),. Vers 1406, il simplifie les quartiers de France en imitation de Charles V : Écartelé, aux 1 et 4, d'azur à trois fleurs de lys d'or (de France moderne) ; aux 2 et 3, de gueules à trois léopards d'or armés et lampassés d'azur (d'Angleterre),. Il utilise le léopard d'Angleterre et son badge, une antilope, comme supports. |
|           |     | Henri V (1387 † 1422), roi d'Angleterre et seigneur d'Irlande, duc d'Aquitaine ; fils d'Henri IV. Écartelé, aux 1 et 4, d'azur à trois fleurs de lys d'or (de France moderne) ; aux 2 et 3, de gueules à trois léopards d'or armés et lampassés d'azur (d'Angleterre),. Il utilise le léopard d'Angleterre et le badge de son père, une antilope, comme supports. |
|           |     | Henri VI (1421 † 1471), roi d'Angleterre et seigneur d'Irlande, duc d'Aquitaine ; fils d'Henri V. En 1422, en application du traité de Troyes, il devient roi de France et change d'armoiries. Parti, au I d'azur à trois fleurs de lys d'or (de France moderne) ; au II écartelé, aux 1 et 4 d'azur à trois fleurs de lys d'or (de France moderne) ; aux 2 et 3 de gueules à trois léopards d'or armés et lampassés d'azur (d'Angleterre),. Il utilise le badge de son grand-père, une antilope, comme support. |

### Rois de lamaison d'York
| Armoiries | Écu | Nom et blasonnement |
|           |     | Édouard IV (1442 † 1483), arrière-petit-fils d'Édouard III d'Angleterre par Edmond de Langley, duc d'York. En 1461, il dépose Henri VI et devient roi d'Angleterre et seigneur d'Irlande. Leur opposition occasionne la guerre des Deux-Roses Écartelé, aux 1 et 4, d'azur à trois fleurs de lys d'or (de France moderne) ; aux 2 et 3, de gueules à trois léopards d'or armés et lampassés d'azur (d'Angleterre),. Il utilise le badge de sa grand-mère (Anne, comtesse de March), un lion d'argent, comme support. |
|           |     | Édouard V (1470 † 1483), fils aîné d'Édouard IV ; roi d'Angleterre et seigneur d'Irlande pendant trois mois, sous la régence de sa mère Élisabeth Woodville. Écartelé, aux 1 et 4, d'azur à trois fleurs de lys d'or (de France moderne) ; aux 2 et 3, de gueules à trois léopards d'or armés et lampassés d'azur (d'Angleterre),. Il utilise le lion des March et le cerf de Richard II comme supports. |
|           |     | Richard III (1452 † 1485), frère cadet d'Édouard IV. En 1483, il renverse son neveu Édouard V et devient roi d'Angleterre et seigneur d'Irlande. Écartelé, aux 1 et 4, d'azur à trois fleurs de lys d'or (de France moderne) ; aux 2 et 3, de gueules à trois léopards d'or armés et lampassés d'azur (d'Angleterre),. Il utilise son badge, un sanglier d'argent, comme support. |

## Reines d'Angleterre
| Figure | Nom et blasonnement |
|        | Aliénor d'Aquitaine (v.1122 † 1204), femme d'Henri II d'Angleterre de 1154 à 1189, duchesse héritière d'Aquitaine (1137), fille de Guillaume X le Toulousain, comte de Poitiers et de Gascogne, duc d'Aquitaine. Elle est aussi la première femme de Louis VII « le Jeune ». La tradition lui attribue les armoiries postérieures du duché d'Aquitaine : De gueules au léopard d'or ,. Ces armoiries sont imaginaires (tradition postérieure : ni elle, ni son père, ni son grand-père ne semblent avoir fait usage de ces armes). |
|        | Marguerite de France (1158 † 1197), femme d'Henri « le Jeune » de 1172 à 1183, fille de Louis VII de France. La tradition lui attribue les anciennes armes de France D'azur semé de lys d'or. Ces armoiries sont imaginaires (son frère Philippe II Auguste semble n'avoir adopté ces armes qu'après la mort d'Henri II). |
|        | Bérangère de Navarre (v.1163 † 1230), femme de Richard Cœur de Lion de 1191 à 1199, fille du roi Sanche de Navarre et Castille. D'azur à la croix pommetée d'argent. |
|        | Isabelle d'Angoulême (v.1188 † 1246), femme de Jean « sans-Terre » de 1200 à 1216, comtesse héritière d'Angoulême, fille d'Aymar Taillefer. Losangé d’or et de gueules,. |
|        | Éléonore de Provence (1223 † 1291), femme d'Henri III de 1236 à 1272, fille de Raimond Bérenger IV de Provence. D'or à quatre pals de gueules,. |
|        | Éléonore de Castille (1241 † 1290), femme d'Édouard Ier de 1272 à 1290, fille de Ferdinand III de Castille. Écartelé, aux 1 et 4 de gueules au château d'or ouvert et ajouré d'azur (de Castille) ; aux 2 et 3 d'argent au lion de gueules armé et lampassé d'azur (de León),. |
|        | Marguerite de France (1279 † 1318), femme d'Édouard Ier de 1299 à 1307, fille de Philippe III « le Hardi ». Mi-parti, au 1 de gueules à trois léopards d'or armés et lampassés d'azur (d'Angleterre) ; au 2 d'azur semé de lys d'or (de France ancien),. |
|        | Isabelle de France (1295 † 1358), femme d'Édouard II de 1308 à 1327, fille de Philippe IV « le Bel ». Avant 1340: Mi-parti, au 1 de gueules à trois léopards d'or armés et lampassés d'azur (d'Angleterre) ; au 2 d'azur semé de lys d'or (de France ancien),. Après 1340: Écartelé, au 1 de gueules à trois léopards d'or (d'Angleterre) ; au 2 d'azur semé de lys d'or (de France ancien) ; au 3 de gueules à l'escarboucle fermée d'or, allumée de sinople (Navarre) ; au 4 d'azur à la bande d'argent côtoyée de deux doubles cotices potencées et contre-potencées d'or (Champagne),. |
|        | Philippa de Hainaut (1314 † 1369), femme d'Édouard III de 1328 à 1369, fille de Guillaume Ier de Hainaut. Avant 1340: Écartelé, aux I et IV de gueules à trois léopards d'or armés et lampassés d'azur (d'Angleterre) ; aux II et I contre-écartelé, aux 1 et 4 d'or, au lion de sable, armé et lampassé de gueules (de Flandre) ; aux 2 et 3 d'or, au lion de gueules, armé et lampassé d'azur (de Hollande),. Après 1340: Écartelé, aux I et IV contre-écartelé, aux 1 et 4 d'azur semé de lys d'or (de France ancien) ; aux 2 et 3 de gueules à trois léopards d'or armés et lampassés d'azur (d'Angleterre) ; aux II et I contre-écartelé, aux 1 et 4 d'or, au lion de sable, armé et lampassé de gueules (de Flandre) ; aux 2 et 3 d'or, au lion de gueules, armé et lampassé d'azur (de Hollande),. |
|        | Anne de Bohême (1366 † 1394), femme de Richard II de 1382 à 1394, fille de Charles IV, empereur des Romains. Parti, au I écartelé, aux 1 et 4 d'azur semé de lys d'or (de France ancien) ; aux 2 et 3, de gueules à trois léopards d'or armés et lampassés d'azur (d'Angleterre) ; au II écartelé aux 1 et 4 d'or, à l'aigle de sable, membrée, becquée et liée de gueules (de l'Empire) ; aux 2 et 3 de gueules, au lion d'argent à la queue fourchée passée en sautoir, couronné, armé et lampassé d'or (de Bohême),. |
|        | Isabelle de France (1389 † 1409), femme de Richard II de 1396 à 1400, fille de Charles VI de Valois. Tiercé en pal, au I d'azur, à la croix fleuronnée d'or, accompagnée de cinq merlettes du même (d'Édouard le Confesseur) ; au II écartelé, aux 1 et 4 d'azur semé de lys d'or (de France ancien) ; aux 2 et 3, de gueules à trois léopards d'or armés et lampassés d'azur (d'Angleterre) ; au III, d'azur semé de lys d'or (de France ancien) ,. |
|        | Jeanne de Navarre (1370 † 1437), femme d'Henri IV de 1403 à 1413, fille de Charles II « le Mauvais » de Navarre. Parti, au I écartelé, aux 1 et 4 d'azur à trois lys d'or (de France moderne) ; aux 2 et 3 de gueules à trois léopards d'or armés et lampassés d'azur (d'Angleterre) ; au II écartelé, aux 1 et 4 de gueules aux à l'escarboucle fermée d'or, allumée de sinople (de Navarre) ; aux 2 et 3 d'azur semé de lys d'or, à la bande componée d'argent et de gueules (d'Évreux) ,. |
|        | Catherine de France (1401 † 1437), femme d'Henri V de 1420 à 1422, fille de Charles VI de Valois. Veuve en 1422, elle se remarie avec Owen Tudor ; elle est ainsi la grand-mère du roi Henri VII. Parti, au I écartelé, aux 1 et 4 d'azur à trois fleurs de lys d'or (de France moderne) ; aux 2 et 3 de gueules à trois léopards d'or armés et lampassés d'azur (d'Angleterre) ; au II d'azur à trois fleurs de lys d'or (de France moderne) ,. |
|        | Marguerite d'Anjou (1430 † 1482), femme d'Henri VI de 1445 à 1471, fille de René d'Anjou. Parti, au I parti, au 1 d'azur à trois fleurs de lys d'or (de France moderne) ; au 2 écartelé, aux a et b d'azur à trois fleurs de lys d'or (de France moderne) ; aux 2 et 3 de gueules à trois léopards d'or armés et lampassés d'azur (d'Angleterre) ; au II parti de deux, coupé de un, au 1 fascé de gueules et d'argent (de Hongrie) ; au 2 d'azur semé de lys d'or, au lambel de gueules (d'Anjou-Sicile) ; au 3 d'argent à la croix potencée d'or, cantonnée de quatre croisettes du même (de Jérusalem) ; au 4 d'azur semé de lys d'or, à la bordure de gueules (d'Anjou) ; au 5 d'azur semé de croisettes d'or aux deux bars du même (de Bar) ; au 6 d'or à la bande de gueules chargé de trois alérions d'argent (de Lorraine),. |
|        | Élisabeth Woodville (1437 † 1492), femme d'Édouard IV de 1464 à 1483, fille de Richard Woodville, comte Rivers. Parti, au I écartelé, aux 1 et 4 d'azur à trois fleurs de lys d'or (de France moderne) ; aux 2 et 3 de gueules à trois léopards d'or armés et lampassés d'azur (d'Angleterre) ; au II parti de deux, coupé de un, au 1 d'argent au lion de gueules à la queue fourchue passée en sautoir couronné d'or (de Luxembourg-Ligny) ; au 2 écartelé, aux a et c de gueules chargé d'une étoile de seize rayons d'argent (des Baux) ; aux 2 et 3 d'azur semé de lys d'or (de France ancien) ; au 3 burelé d'argent et d'azur de dix pièces au lion de gueules, armé, lampassé et couronné d'or (de Luxembourg) ; au 4 bandé d'argent et de gueules de six pièces au chef d'argent chargé d'une rose de gueules, boutonnée d'or, soutenue d'une fasce du même (Ursins) ; au 5 de gueules à trois pals de vair au chef d’or chargé d'un lambel à cinq points d'azur (de Châtillon-Saint-Pol) ; au 6 d'argent à la fasce-canton de gueules (de Woodville),. |
|        | Anne Neville (1456 † 1485), femme de Richard III de 1472 à 1485, fille de Richard Neville, comte de Warwick. Parti, au I écartelé, aux 1 et 4 d'azur à trois fleurs de lys d'or (de France moderne) ; aux 2 et 3 de gueules à trois léopards d'or armés et lampassés d'azur (d'Angleterre) ; au II de gueules au sautoir d'argent (de Neville),. Alias : Parti, au I écartelé, aux 1 et 4 d'azur à trois fleurs de lys d'or (de France moderne) ; aux 2 et 3 de gueules à trois léopards d'or armés et lampassés d'azur (d'Angleterre) ; au II écartelé, au 1 parti, au a de gueules à la fasce d'or entre six croix recroisettées du même (de Beauchamp) ; au b, échiqueté d'or et d'azur au chevron d'hermine (de Newburgh) ; au 2, parti au a d'argent, à la fasce de trois fusées de gueules (de Montagu) ; au b d'or à l'aigle de sinople, becquée et membrée de gueules (de Monthermer) ; au 3 parti, au a de gueules au sautoir d'argent au lambel à tois pendants componné d'argent et d'azur (de Neville) ; au b d'or à trois chevrons de gueules (de Clare) ; au 3, contre-écartelé, d'argent et de gueules à la frette d'or, une bande de sable brochant sur le 3 (de Despenser),. |

## Enfants des rois Plantagenêt (ligne directe)
| Figure                                            | Nom et blasonnement |
| Enfants de Jean « sans Terre »                    | |
|                                                   | Henri de Winchester (1207 † 1272), futur Henri III d'Angleterre ; fils ainé de Jean « sans Terre ». Avant son avènement, il porte : De gueules aux trois léopards d'or armés et lampassés d'azur (d'Angleterre), au lambel à trois pendants d'azur,. |
|                                                   | Richard de Cornouailles (1209 † 1272), comte de Cornouailles et de Poitou (titulaire), puis roi des Romains ; fils cadet de Jean « sans Terre ». - Auteur de la maison de Cornouailles. D'argent au lion de gueules couronné d'or à la bordure de sable besantée aussi d'or (de Poitou). En 1256, il est élu roi des Romains et prend : D'or à l'aigle de sable, membrée et becquée de gueules (de l'Empire). Alias: D'or à l'aigle de sable, membrée et becquée de gueules (de l'Empire) ; sur-le-tout d'argent au lion de gueules armé, lampassé et couronné d'or et à la bordure de sable besanté d'or (de Poitou). |
| Enfants d'Henri III d'Angleterre                  | |
|                                                   | Édouard « Longshanks » (1239 † 1307), futur Édouard Ier ; fils aîné d'Henri III. De gueules à trois léopards d'or armés et lampassés d'azur (d'Angleterre), au lambel à trois pendants d'azur. |
|                                                   | Edmond « Crouchback » (1245 † 1296), comte de Leicester (1267) puis de Lancastre (1276) ; fils cadet d'Henri III. - Auteur de la première maison de Lancastre De gueules à trois léopards d'or armés et lampassés d'azur (d'Angleterre), au lambel à trois pendants d'azur, chaque pendant chargé de trois fleurs de lys d'or,. |
| Enfants d'Édouard Ier                             | |
|                                                   | Alphonse de Windsor (1273 † 1284), comte de Chester ; troisième fils d'Édouard Ier. De gueules à trois léopards d'or armés et lampassés d'azur (d'Angleterre), au lambel à cinq pendants d'azur |
|                                                   | Édouard de Caernarvon (1284 † 1327), premier prince de Galles, futur Édouard II d'Angleterre ; cinquième fils d'Édouard Ier. De gueules à trois léopards d'or armés et lampassés d'azur (d'Angleterre), au lambel à trois pendants d'azur,. |
|                                                   | Thomas de Brotherton (1300 † 1338), comte de Norfolk ; sixième fils d'Édouard Ier. - Auteur de la maison de Norfolk De gueules, à trois léopards d'or (d'Angleterre), au lambel à trois pendants d'argent. |
|                                                   | Edmond de Woodstock (1301 † 1330), comte de Kent ; septième fils d'Édouard Ier. - Auteur de la maison de Kent De gueules à trois léopards d'or armés et lampassés d'azur (d'Angleterre), à la bordure d'argent. |
| Enfants d'Édouard II                              | |
|                                                   | Édouard de Windsor (1312 † 1377), prince de Galles, futur Édouard III ; fils aîné d'Édouard II. De gueules à trois léopards d'or armés et lampassés d'azur (d'Angleterre), au lambel à trois pendants d'azur |
|                                                   | Jean d'Eltham (1316 † 1336), comte de Cornouailles ; second fils d'Édouard II. De gueules à trois léopards d'or armés et lampassés d'azur (d'Angleterre), à la bordure d'azur semée de lys d'or. |
| Enfants d'Édouard III                             | |
|                                                   | Édouard de Woodstock, « le Prince noir » (1330 † 1376), prince de Galles ; fils aîné d'Édouard III. Écartelé, aux 1 et 4 d'azur semé de lys d'or (de France ancien) ; aux 2 et 3 de gueules à trois léopards d'or armés et lampassés d'azur (d'Angleterre), au lambel à trois pendants d'argent brochant sur l'écartelé,. Écu de paix (devise) : De sable à trois plumes d'autruche d'argent traversant un phylactère de même, au mot « Ich dien » en lettres du premier. |
|                                                   | Lionel d'Anvers (1338 † 1368), duc de Clarence ; troisième fils d'Édouard III. - Auteur de la branche des comtes d'Ulster Écartelé, aux 1 et 4 d'azur semé de lys d'or (de France ancien) ; aux 2 et 3 de gueules à trois léopards d'or armés et lampassés d'azur (d'Angleterre), au lambel à trois pendants d'argent brochant sur l'écartelé, chaque pendant chargé d'un canton de gueules, |
|                                                   | Jean de Gand (1340 † 1399), duc de Lancastre (1362) ; quatrième fils d'Édouard III. - Auteur de la deuxième maison de Lancastre. Écartelé, aux 1 et 4 d'azur semé de lys d'or (de France ancien) ; aux 2 et 3 de gueules à trois léopards d'or armés et lampassés d'azur (d'Angleterre), au lambel à trois pendants d'argent brochant sur l'écartelé, chaque pendant chargé de trois mouchetures d'hermine de sable. En 1371, il se marie avec Constance de Castille et prend les armes de sa femme pour montrer sa prétention à la succession de Pierre le Cruel : Parti, au I écartelé, aux 1 et 4 de gueules au château d'or, ouvert d'azur (de Castille) ; aux 2 et 3 d'argent au lion de pourpre, couronné, armé et lampassé d'or (de León) ; au II écartelé, aux 1 et 4 d'azur semé de lys d'or (de France ancien) ; aux 2 et 3 de gueules à trois léopards d'or armés et lampassés d'azur (d'Angleterre), au lambel à trois pendants d'argent brochant sur le II, chaque pendant chargé de trois mouchetures d'hermine de sable. |
|                                                   | Edmond de Langley (1341 † 1402), comte de Cambridge puis duc d'York (1384) ; cinquième fils d'Édouard III. - Auteur de la maison d'York Écartelé, aux 1 et 4 d'azur semé de lys d'or (de France ancien) ; aux 2 et 3 de gueules à trois léopards d'or armés et lampassés d'azur (d'Angleterre), au lambel à trois pendants d'argent brochant sur l'écartelé, chaque pendant chargé de trois besans de gueules |
|                                                   | Thomas de Woodstock (1355 † 1397), comte de Buckingham puis duc de Gloucester (1385) ; septième fils d'Édouard III. - Auteur de la maison de Gloucester. Écartelé, aux 1 et 4 d'azur semé de lys d'or (de France ancien) ; aux 2 et 3 de gueules à trois léopards d'or armés et lampassés d'azur (d'Angleterre), à la bordure d'argent. |
| Enfants d'Édouard de Woodstock « le Prince noir » | |
|                                                   | Édouard d'Angoulême (1365 † 1370) ; fils aîné d'Édouard de Woodstock. Écartelé, aux 1 et 4 d'azur semé de lys d'or (de France ancien) ; aux 2 et 3 de gueules à trois léopards d'or armés et lampassés d'azur (d'Angleterre), au lambel d'argent brochant sur l'écartelé[réf. nécessaire]. |
|                                                   | Richard de Bordeaux (1367 † 1400), futur Richard II ; second fils d'Édouard de Woodstock. Du vivant de son père, il porte : Écartelé, aux 1 et 4 d'azur semé de lys d'or (de France ancien) ; aux 2 et 3 de gueules à trois léopards d'or armés et lampassés d'azur (d'Angleterre), au lambel à trois pendants d'argent brochant sur l'écartelé, le pendant en cœur chargé d'une croix de gueules,. |
|                                                   | Roger Clarendon (v.1350 † 1402), fils bâtard du Prince noir. - D'or, à la bande sable chargée de trois plumes d'autruche d'argent traversant un phylactère d'argent du même. |

## Maison de Cornouailles
| Figure                             | Nom et blasonnement |
|                                    | Richard de Cornouailles (1209 † 1272), fils cadet de Jean « sans Terre », comte de Cornouailles et de Poitou (titulaire), puis roi des Romains. D'argent au lion de gueules couronné d'or à la bordure de sable besantée aussi d'or (de Poitou). En 1256, il est élu roi des Romains et prend : D'or à l'aigle de sable, membrée et becquée de gueules. Alias: D'or à l'aigle de sable, membrée et becquée de gueules (de l'Empire) ; sur-le-tout d'argent au lion de gueules armé, lampassé et couronné d'or et à la bordure de sable besanté d'or (de Poitou). |
| Enfants de Richard de Cornouailles | |
|                                    | Henri d'Almayne (1235 † 1271), fils aîné du précédent. D'argent au lion de gueules couronné d'or à la bordure de sable besantée aussi d'or (de Poitou). A l'occasion, il pose ses armes sur une aigle éployée tenant la courroie de l'écu dans son bec |
|                                    | Edmond de Cornouailles (1249 † 1300), fils cadet de Richard de Cornouailles, 2e comte de Cornouailles de 1272 à 1300. D'argent au lion de gueules couronné d'or à la bordure de sable besantée aussi d'or (de Poitou) Après son mariage avec Marguerite de Clare en 1272, il porte : Mi-parti, au 1 d'argent au lion de gueules couronné d'or à la bordure de sable besantée aussi d'or (de Poitou) ; au 2 d'or à trois chevrons de gueules (de Clare). |

## Premièremaison de Lancastre
| Figure                          | Nom et blasonnement |
|                                 | Edmond « Crouchback » (1245 † 1296), comte de Leicester (1267) puis de Lancastre (1276) ; fils cadet d'Henri III. De gueules à trois léopards d'or armés et lampassés d'azur (d'Angleterre), au lambel à trois pendants d'azur, chaque pendant chargé de trois fleurs de lys d'or,.                             |
| Enfants d'Edmond « Crouchback » | |
|                                 | Thomas de Lancastre (1278 † 1322), 2e comte de Lancastre et de Leicester ; fils aîné d'Edmond « Crouchback ». De gueules à trois léopards d'or armés et lampassés d'azur (d'Angleterre), au lambel à trois pendants d'azur, chaque pendant chargé de trois fleurs de lys d'or,.                                 |
|                                 | Henri de Lancastre (1281 † 1345), 3e comte de Lancastre et de Leicester ; fils cadet d'Edmond Crouchback. De gueules à trois léopards d'or armés et lampassés d'azur (d'Angleterre), à la cotice d'azur, |
| Enfants d'Henri de Lancastre    | |
|                                 | Henri de Grosmont (1310 † 1361), 4e comte de Lancastre et de Leicester puis premier duc de Lancastre (1351) ; fils aîné d'Henri de Lancastre. De gueules à trois léopards d'or armés et lampassés d'azur (d'Angleterre), au lambel à trois pendants d'azur, chaque pendant chargé de trois fleurs de lys d'or,. |

## Deuxièmemaison de Lancastre
| Figure                                    | Nom et blasonnement |
|                                           | Jean de Gand (1340 † 1399), duc de Lancastre (1362) ; quatrième fils d'Édouard III. Il se marie en premières noces avec Blanche de Lancastre, fille aînée et héritière d'Henri de Grosmont, 1er duc de Lancastre. Écartelé, aux 1 et 4 d'azur semé de lys d'or (de France ancien) ; aux 2 et 3 de gueules à trois léopards d'or armés et lampassés d'azur (d'Angleterre), au lambel à trois pendants d'argent, chaque pendant chargé de trois mouchetures d'hermine de sable. En 1371, il se marie avec Constance de Castille et prend les armes de sa femme pour montrer sa prétention à la succession de Pierre le Cruel : Parti, au I écartelé, aux 1 et 4 de gueules au château d'or, ouvert d'azur (de Castille) ; aux 2 et 3 d'argent au lion de pourpre, couronné, armé et lampassé d'or (de León) ; au II écartelé, aux 1 et 4 d'azur semé de lys d'or (de France ancien) ; aux 2 et 3 de gueules à trois léopards d'or armés et lampassés d'azur (d'Angleterre), au lambel à trois pendants d'argent brochant sur le II, chaque pendant chargé de trois mouchetures d'hermine de sable. |
| Enfants de Jean de Gand                   | |
|                                           | Philippa de Lancastre (1360 † 1415), reine de Portugal par son mariage avec Jean Ier de Portugal; fille aînée de Jean de Gand et de Blanche de Lancastre (fille aînée d'Henri de Grosmont, 1er duc de Lancastre). Parti, au I d'argent aux cinq écussons d'azur disposés en croix, les deux du côté affrontés, chaque écusson chargé de cinq besants d'argent disposés en sautoir, à la bordure de gueules chargée de douze châteaux d'or, donjonnés de trois tours, ouverts et ajourés d'azur et chargé des quatre bouts évidents d'une croix fleurdelisé de sinople (de Portugal) ; au II écartelé, aux 1 et 4 d'azur semé de lys d'or (de France ancien) ; aux 2 et 3 de gueules à trois léopards d'or armés et lampassés d'azur (d'Angleterre). |
|                                           | Henri de Bolingbroke (1367 † 1413), 3e comte de Derby (1384) puis duc de Hereford (1397), 2e duc de Lancastre (1399), fils de Jean de Gand. En octobre 1399, il reverse son cousin Richard II et devient roi sous le nom d'« Henri IV ». Avant 1399, comme duc de Hereford : Écartelé, aux 1 et 4 d'azur semé de lys d'or (de France ancien) ; aux 2 et 3 de gueules à trois léopards d'or armés et lampassés d'azur (d'Angleterre), au lambel à cinq pendants d'argent brochant sur l'écartelé, chaque pendant chargé de trois mouchetures d'hermine,. De février à octobre 1399, comme duc de Lancastre : Écartelé, aux 1 et 4 d'azur semé de lys d'or (de France ancien) ; aux 2 et 3 de gueules à trois léopards d'or armés et lampassés d'azur (d'Angleterre), au lambel à cinq pendants brochant sur l'écartelé, les deux pendants dextres d'argent chargé de trois mouchetures d'hermine, les trois sénestres d'azur chargés de trois fleurs-de-lys d'or, |
|                                           | Catherine de Lancastre (1373 † 1418), fille unique de Jean de Gand et de Constance de Castille, reine de Castille par son mariage avec Henri III de Castille. Parti, au I écartelé, aux 1 et 4 de gueules au château d'or, ouvert d'azur (de Castille) ; aux 2 et 3 d'argent au lion de pourpre, couronné, armé et lampassé d'or (de León) ; au II écartelé, aux 1 et 4 d'azur semé de lys d'or (de France ancien) ; aux 2 et 3 de gueules à trois léopards d'or armés et lampassés d'azur (d'Angleterre). |
|                                           | Jean Beaufort (1373 † 1410), comte de Somerset et marquis de Dorset (1397) ; fils bâtard de Jean de Gand. - Auteur de la maison de Beaufort. Parti, d'argent et d'azur à la bande de gueules brochant sur le parti et chargée de trois léopards d'or au lambel d'azur en chef semé de lys d'or, En 1396, Jean de Gand épouse sa maîtresse Katherine Swynford et légitime son bâtard, qui prend : Écartelé, aux 1 et 4 d'azur semé de lys d'or (de France ancien) ; aux 2 et 3 de gueules à trois léopards d'or armés et lampassés d'azur (d'Angleterre), à la bordure componnée d'argent et d'azur, Armes également portées par son frère Henri, évêque de Winchester. |
|                                           | Thomas Beaufort (1377 † 1426), comte de Dorset (1411) et duc d'Exeter (1416) ; fils bâtard de Jean de Gand. En 1396, Jean de Gand épouse sa maîtresse Katherine Swynford et légitime son bâtard, qui prend : Écartelé, aux 1 et 4 d'azur semé de lys d'or (de France ancien) ; aux 2 et 3 de gueules à trois léopards d'or armés et lampassés d'azur (d'Angleterre), à la bordure componnée d'hermine et d'azur, |
| Enfants d'Henri de Bolingbroke / Henri IV | |
|                                           | Henri de Monmouth (1386 † 1422), prince de Galles, futur Henri V ; fils aîné d'Henri IV De février à octobre 1399 : Écartelé, en 1 et 4 d'azur semé de lys d'or (France ancien), en 2 et 3 de gueules à trois léopards d'or (Angleterre), au lambel à cinq pendants d'argent brochant sur l'écartelé, chaque pendant chargé de trois mouchetures d'hermine,. D'octobre 1399 à 1413, comme prince de Galles : Écartelé, aux 1 et 4 d'azur à trois fleurs de lys d'or (de France moderne) ; aux 2 et 3 de gueules à trois léopards d'or armés et lampassés d'azur (d'Angleterre), au lambel d'argent à trois pendants. |
|                                           | Thomas de Lancastre (1387 † 1421), duc de Clarence (1412) ; deuxième fils survivant d'Henri IV. Écartelé, aux 1 et 4 d'azur à trois fleurs de lys d'or (de France moderne) ; aux 2 et 3 de gueules à trois léopards d'or armés et lampassés d'azur (d'Angleterre), au lambel d'argent à trois pendants brochant sur l'écartelé, chaque pendant chargé de trois mouchetures d'hermine et d'un canton de gueules:91 |
|                                           | Jean de Lancastre (1389 † 1435), duc de Bedford (1414) ; troisième fils d'Henri IV. Écartelé, aux 1 et 4 d'azur à trois fleurs de lys d'or (de France moderne) ; aux 2 et 3 de gueules à trois léopards d'or armés et lampassés d'azur (d'Angleterre), au lambel à cinq pendants brochant sur l'écartelé, les deux pendants dextres d'argent chargés de trois mouchetures d'hermine, les trois sénestres d'azur chargés de trois fleurs-de-lis d'or, |
|                                           | Humphrey de Lancastre (1390 † 1447), duc de Gloucester (1414) ; dernier fils d'Henri IV. Écartelé, aux 1 et 4 d'azur à trois fleurs de lys d'or (de France moderne) ; aux 2 et 3 de gueules à trois léopards d'or armés et lampassés d'azur (d'Angleterre), à la bordure d'argent,. |
|                                           | Philippa de Lancastre (1394 † 1430), reine de Danemark, de Suède et de Norvège par son mariage avec Éric de Poméranie ; fille aînée d'Henri IV. Parti, au I écartelé à la croix de gueules (qui est le Danebrog, au 1 d'or semé de cœurs de gueules, à trois léopards d'azur (de Danemark) ; au 2 d'azur à trois couronnes d'or (de Suède) ; au 3 de gueules au lion d'or couronné, tenant dans ses pattes une hache d'argent (de Norvège) ; au 4 d'argent au griffon de gueules (de duché de Poméranie) ; au II écartelé, aux 1 et 4 d'azur à trois fleurs de lys d'or (de France ancien) ; aux 2 et 3 de gueules à trois léopards d'or armés et lampassés d'azur (d'Angleterre), à la bordure d'argent. |
| Enfants d'Henri V                         | |
|                                           | Henri de Windsor (1421 † 1471), duc de Cornouailles, futur Henri VI ; fils aîné d'Henri V De décembre 1421 à septembre 1422, comme duc de Cornouailles : Écartelé, aux 1 et 4 d'azur à trois fleurs de lys d'or (de France moderne) ; aux 2 et 3 de gueules à trois léopards d'or armés et lampassés d'azur (d'Angleterre), au lambel d'argent à trois pendants brochant sur l'écartelé. |
| Enfants d'Henri VI                        | |
|                                           | Édouard de Westminster (1453 † 1471), prince de Galles ; fils aîné d'Henri VI Écartelé, aux 1 et 4 d'azur à trois fleurs de lys d'or (de France moderne) ; aux 2 et 3 de gueules à trois léopards d'or armés et lampassés d'azur (d'Angleterre), au lambel d'argent à trois pendants brochant sur l'écartelé. |

## Maison d'York
| Figure                              | Nom et blasonnement |
|                                     | Edmond de Langley (1341 † 1402), comte de Cambridge puis duc d'York (1384) ; cinquième fils d'Édouard III. Écartelé, aux 1 et 4 d'azur semé de lys d'or (de France ancien) ; aux 2 et 3 de gueules à trois léopards d'or armés et lampassés d'azur (d'Angleterre), au lambel à trois pendants d'argent brochant sur l'écartelé, chaque pendant chargé de trois besans de gueules |
| Enfants d'Edmond de Langley         | |
|                                     | Édouard de Norwich (1373 † 1415), comte de Rutland (1390) et de Cambridge (1402), puis 2e duc d'York (1402) ; fils aîné d'Edmond de Langley. Avant 1406 : Écartelé, aux 1 et 4 d'azur semé de lys d'or (de France ancien) ; aux 2 et 3 de gueules à trois léopards d'or armés et lampassés d'azur (d'Angleterre), au lambel à trois pendants brochant sur l'écartelé, parti de gueules au château d'or ouvert d'azur (de Castille et d'argent au lion de pourpre, couronné, armé et lampassé d'or (de León) Après 1406 : Écartelé, aux 1 et 4 d'azur à trois fleurs de lys d'or (de France moderne) ; aux 2 et 3 de gueules à trois léopards d'or armés et lampassés d'azur (d'Angleterre), au lambel à trois pendants d'argent brochant sur l'écartelé, chaque pendant chargé de trois besans de gueules |
|                                     | Richard de Conisburgh (1375 † 1415), comte de Cambridge ; fils cadet d'Edmond de Langley. Écartelé, aux 1 et 4 d'azur à trois fleurs de lys d'or (de France moderne) ; aux 2 et 3 de gueules à trois léopards d'or armés et lampassés d'azur (d'Angleterre), au lambel à trois pendants d'argent brochant sur l'écartelé, chaque pendant chargé de trois besans de gueules, le tout dans une bordure d'argent semée de lions de pourpre, couronné, armé et lampassé d'or (de León). |
| Enfants de Richard de Conisburgh    | |
|                                     | Richard d'York (1411 † 1460), 3e duc d'York (1432), comte de Rutland (1432), de Cambridge (1432), de March (1425) et d'Ulster (1425) ; fils unique de Richard de Conisburgh et d'Anne Mortimer. Écartelé, aux 1 et 4 d'azur à trois fleurs de lys d'or (de France moderne) ; aux 2 et 3 de gueules à trois léopards d'or armés et lampassés d'azur (d'Angleterre), au lambel à trois pendants d'argent brochant sur l'écartelé, chaque pendant chargé de trois besans de gueules Il utilise également de grandes armes représentant les différents matrilignages dont il se prétendait l'héritier : Écartelé, aux I et IV contre-écartelé, aux 1 et 4 d'azur à trois fleurs de lys d'or (de France moderne) ; aux 2 et 3 de gueules à trois léopards d'or armés et lampassés d'azur (d'Angleterre), au lambel à trois pendants d'argent brochant sur l'écartelé, chaque pendant chargé de trois besans de gueules ; au II contre-écartelé, aux 1 et 4 de gueules au château d'or ouvert et ajouré d'azur (de Castille) ; aux 2 et R d'argent au lion de pourpre, couronné, armé et lampassé d'or (de León) ; au III contre-écartelé, aux 1 et 4 burelé d'or et d'azur, au chef tiercé en pal, le premier tranché, le troisième taillé des mêmes, le deuxième d'azur, au pal d'or, un écusson d'argent, brochant en cœur (de Mortimer) ; aux 2 et 3 d'or à la croix de gueules (de Bourg). Soit : Écartelé, aux I et IV de son grand-père paternel, Edmond de Langley ; au II de sa grand-mère paternelle, Isabelle de Castille ; au III de sa mère, Anne Mortimer ; sur-le-tout de sa grand-mère maternelle, Aliénor Holland. |
| Enfants de Richard d'York           | |
|                                     | Anne d'York (1439 † 1476), duchesse d'Exeter par son mariage avec Henri Holland ; fille aînée de Richard d'York. Parti, au I écartelé, aux 1 et 4 d'azur à trois fleurs de lys d'or (de France moderne) ; aux 2 et 3 de gueules à trois léopards d'or armés et lampassés d'azur (d'Angleterre) ; au II coupé, au 1 burelé d'or et d'azur, au chef tiercé en pal, le premier tranché, le troisième taillé des mêmes, le deuxième d'azur, au pal d'or, un écusson d'argent, brochant en cœur (de Mortimer) ; au 2 d'or à la croix de gueules (de Bourg). |
|                                     | Édouard d'York (1442 † 1483), duc d'York, comte de Cambridge, de March et d'Ulster, roi d'Angleterre sous le nom d'« Édouard IV » ; second fils de Richard d'York. Écartelé, au I contre-écartelé, aux 1 et 4 d'azur à trois fleurs de lys d'or (de France moderne) ; aux 2 et 3 de gueules à trois léopards d'or armés et lampassés d'azur (d'Angleterre) ; aux II et III d'or à la croix de gueules (de Bourg) ; au IV burelé d'or et d'azur, au chef tiercé en pal, le premier tranché, le troisième taillé des mêmes, le deuxième d'azur, au pal d'or, un écusson d'argent, brochant en cœur (de Mortimer). |
|                                     | Edmond Plantagenêt (1443 † 1460), comte de Rutland (1451) ; troisième fils de Richard d'York. Écartelé, au I contre-écartelé, aux 1 et 4 d'azur à trois fleurs de lys d'or (de France moderne) ; aux 2 et 3 de gueules à trois léopards d'or armés et lampassés d'azur (d'Angleterre), au lambel d'argent à cinq pendants brochant sur le I, les deux dextres chargés d'un lion de pourpre, couronné, armé et lampassé d'or (de León) et les trois autres de trois tourteaux de gueules (d'York ; aux II et III d'or à la croix de gueules (de Bourg) ; au IV burelé d'or et d'azur, au chef tiercé en pal, le premier tranché, le troisième taillé des mêmes, le deuxième d'azur, au pal d'or, un écusson d'argent, brochant en cœur (de Mortimer),. |
|                                     | Élisabeth d'York (1444 † 1503), duchesse de Suffolk par son mariage avec John de la Pole ; troisième fille de Richard d'York. Parti, au I écartelé, aux 1 et 4 d'azur à la fasce d'or entre trois têtes de léopard du même (de La Pole) ; aux 2 et 3 d'argent au chef de gueules, un lion d'or à la queue fourchée, armé et lampassé d'azur, brochant (de Chaucer) ; au II écartelé, aux 1 et 4 d'azur à trois fleurs de lys d'or (de France moderne) ; aux 2 et 3 de gueules à trois léopards d'or armés et lampassés d'azur (d'Angleterre). |
|                                     | Marguerite d'York (1446 † 1503), duchesse de Bourgogne par son mariage avec Charles le Téméraire ; quatrième fille de Richard d'York. Parti, au I écartelé, aux 1 et 4 d'azur semé de fleurs de lys d'or à la bordure componée d'argent et de gueules (de Valois-Bourgogne) ; au 2 parti, au A bandé d'or et d'azur de six pièces, à la bordure de gueules (de Bougogne) ; au B de sable au lion d'or, armé et lampassé de gueules (de Brabant) ; au 3 parti, au A bandé d'or et d'azur de six pièces, à la bordure de gueules (de Bougogne) ; au B d'argent au lion de gueules à la queue fourchée et passé en sautoir, couronné, armé et lampassé d'or (de Limbourg) ; sur-le-tout d'or au lion de sable armé et lampassé de gueules (de Flandre) ; au II écartelé, aux 1 et 4 d'azur à trois fleurs de lys d'or (de France moderne) ; aux 2 et 3 de gueules à trois léopards d'or armés et lampassés d'azur (d'Angleterre). |
|                                     | Georges Plantagenêt (1449 † 1478), duc de Clarence (1461) ; sixième fils de Richard d'York. Écartelé, aux 1 et 4 d'azur à trois fleurs de lys d'or (de France moderne) ; aux 2 et 3 de gueules à trois léopards d'or armés et lampassés d'azur (d'Angleterre), au lambel à trois pendants d'argent brochant sur l'écartelé, chaque pendant chargé d'un canton de gueules. |
|                                     | Richard Plantagenêt (1452 † 1485), duc de Gloucester (1461), roi d'Angleterre sous le nom de « Richard III » ; dernier fils de Richard d'York Écartelé, aux 1 et 4 d'azur à trois fleurs de lys d'or (de France moderne) ; aux 2 et 3 de gueules à trois léopards d'or armés et lampassés d'azur (d'Angleterre), au lambel à trois pendants d'argent brochant sur l'écartelé, chaque chargé d'un canton de gueules et de trois mouchetures d'hermine,. |
| Enfants d'Édouard IV                | |
|                                     | Élisabeth d'York (1466 † 1503), reine d'Angleterre par son mariage avec Henri Tudor ; fille aînée d'Édouard IV. Écartelé, au I contre-écartelé, aux 1 et 4 d'azur à trois fleurs de lys d'or (de France moderne) ; aux 2 et 3 de gueules à trois léopards d'or armés et lampassés d'azur (d'Angleterre) ; aux II et III d'or à la croix de gueules (de Bourg) ; au IV burelé d'or et d'azur, au chef tiercé en pal, le premier tranché, le troisième taillé des mêmes, le deuxième d'azur, au pal d'or, un écusson d'argent, brochant en cœur (de Mortimer). |
|                                     | Édouard d'York (1470 † 1483), prince de Galles, éphémèrement roi d'Angleterre sous le nom d'« Édouard V » ; fils aîné d'Édouard IV. Écartelé, aux 1 et 4 d'azur à trois fleurs de lys d'or (de France moderne) ; aux 2 et 3 de gueules à trois léopards d'or armés et lampassés d'azur (d'Angleterre), au lambel à tois pendants d'argent brochant sur l'écartelé. |
|                                     | Richard de Shrewsbury (1473 † 1483), duc d'York (1474) ; second fils d'Édouard IV. Écartelé, aux 1 et 4 d'azur à trois fleurs de lys d'or (de France moderne) ; aux 2 et 3 de gueules à trois léopards d'or armés et lampassés d'azur (d'Angleterre), au lambel à tois pendants d'argent brochant sur l'écartelé, le pendant sénestre chargé d'un canton de gueules. |
|                                     | Catherine d'York (1479 † 1527), comtesse de Devon par son mariage avec William Courtenay ; dernière fille d'Édouard IV. Parti, au I contre-écartelé, aux 1 et 4 d'or à trois tourteaux de gueules (de Courtenay) ; aux 2 et 3 d'or au lion d'azur (de Redvers) ; au II, écartelé, au 1 contre-écartelé, aux A et D d'azur à trois fleurs de lys d'or (de France moderne) ; aux B et C de gueules à trois léopards d'or armés et lampassés d'azur (d'Angleterre) ; au 2 et 3 d'or à la croix de gueules (de Bourg) ; au 4 burelé d'or et d'azur, au chef tiercé en pal, le premier tranché, le troisième taillé des mêmes, le deuxième d'azur, au pal d'or, un écusson d'argent, brochant en cœur (de Mortimer). |
|                                     | Arthur Plantagenêt († 1542), vicomte Lisle (1523) ; fils bâtard d'Édouard IV. Écartelé, au I contre-écartelé, aux 1 et 4 d'azur à trois fleurs de lys d'or (de France moderne) ; aux 2 et 3 de gueules à trois léopards d'or armés et lampassés d'azur (d'Angleterre) ; aux II et III d'or à la croix de gueules (de Bourg) ; au IV burelé d'or et d'azur, au chef tiercé en pal, le premier tranché, le troisième taillé des mêmes, le deuxième d'azur, au pal d'or, un écusson d'argent, brochant en cœur (de Mortimer), à la barre d'azur brochant sur le tout. |
| Enfants de Georges, duc de Clarence | |
|                                     | Marguerite (1473 † 1541), comtesse héritière de Salisbury (1512) ; fille aînée de Georges de Clarence. Écartelé, au I contre-écartelé, aux 1 et 4 d'azur à trois fleurs de lys d'or (de France moderne) ; aux 2 et 3 de gueules à trois léopards d'or armés et lampassés d'azur (d'Angleterre) ; au II parti, au 1 de gueules au sautoir d'argent au lambel à trois pendants d'argent, chaque componné d'azur et d'argent (armes de sa mère, Isabelle Neville) ; au 2 de gueules à la fasce d'or accompagnée de six croix recroisettées du même (de Beauchamp) ; au III parti, au 1 échiqueté d'azur et d'or au chevron d'hermine (de Newburgh) ; au 2 d'argent à trois losanges de gueules posées en fasce (de Montagu) ; au IV parti, au 1 d'or à l'aigle de sinople (de Monthermer} ; au 2 écartelé, aux A et D d'or à trois chevrons de gueules (de Clare) ; aux B et C écartelé d'argent et de gueules à la frette d'or, une bande de sable brochant (de Despenser). - Mère de Reginald Pole |
|                                     | Édouard Plantagenêt (1475 † 1499), 17e comte de Warwick ; seul fils survivant de Georges de Clarence et dernier Plantagenêt mâle légitime. Il est exécuté sur ordre d'Henri VII. Écartelé, aux 1 et 4 d'azur à trois fleurs de lys d'or (de France moderne) ; aux 2 et 3 de gueules à trois léopards d'or armés et lampassés d'azur (d'Angleterre), au lambel d'argent componné d'azur, brochant sur l'écartelé |

## Maison de Gloucester
| Figure                         | Nom et blasonnement |
|                                | Thomas de Woodstock (1355 † 1397), comte de Buckingham puis duc de Gloucester (1385) ; septième fils d'Édouard III. Écartelé, aux 1 et 4 d'azur semé de lys d'or (de France ancien) ; aux 2 et 3 de gueules à trois léopards d'or armés et lampassés d'azur (d'Angleterre), à la bordure d'argent.                                                                                                   |
| Enfants de Thomas de Woodstock | |
|                                | Humphrey de Buckingham (1381 † 1399), 2e comte de Buckingham, fils unique de Thomas de Woodstock. Écartelé, aux 1 et 4 d'azur semé de lys d'or (de France ancien) ; aux 2 et 3 de gueules à trois léopards d'or armés et lampassés d'azur (d'Angleterre), à la bordure d'argent. |
|                                | Anne de Gloucester (1383 † 1438), comtesse de Stafford par son mariage avec Thomas puis Edmond Stafford ; fille aînée de Thomas de Woodstock. Parti, au I d'or au chevron de gueules (de Stafford) ; au II écartelé, aux 1 et 4 d'azur à trois fleurs de lys d'or (de France moderne) ; aux 2 et 3 de gueules à trois léopards d'or armés et lampassés d'azur (d'Angleterre), à la bordure d'argent. |

## Branches féminines

### Comtes d'Ulster
| Figure                          | Nom et blasonnement |
|                                 | Lionel d'Anvers (1338 † 1368), duc de Clarence ; troisième fils d'Édouard III. Écartelé, aux 1 et 4 d'azur semé de lys d'or (de France ancien) ; aux 2 et 3 de gueules à trois léopards d'or armés et lampassés d'azur (d'Angleterre), au lambel à trois pendants d'argent brochant sur l'écartelé, chaque pendant chargé d'un canton de gueules, |
| Enfants de Lionel d'Anvers      | |
|                                 | Philippa de Clarence (1355 † 1382), comtesse héritière d'Ulster par sa mère Élisabeth de Bourg, comtesse de March par son mariage avec Edmond Mortimer ; fille unique de Lionel d'Anvers. Parti, au I écartelé, aux 1 et 4 d'azur semé de lys d'or (de France ancien) ; aux 2 et 3 de gueules à trois léopards d'or armés et lampassés d'azur (d'Angleterre), au lambel à trois pendants d'argent brochant sur l'écartelé, chaque pendant chargé d'un canton de gueules ; au II burelé d'or et d'azur, au chef tiercé en pal, le premier tranché, le troisième taillé des mêmes, le deuxième d'azur, au pal d'or, un écusson d'argent, brochant en cœur (de Mortimer).           |
| Enfants de Philippa de Clarence | |
|                                 | Roger Mortimer (1374 † 1398), 4e comte de March, 6e comte d'Ulster ; fils unique de Philippa de Clarence et d'Edmond Mortimer. Héritier désigné de son cousin Richard II à partir de 1385. Écartelé, aux 1 et 4 burelé d'or et d'azur, au chef tiercé en pal, le premier tranché, le troisième taillé des mêmes, le deuxième d'azur, au pal d'or, un écusson d'argent, brochant en cœur (de Mortimer) ; aux 2 et 3 d'or à la croix de gueules (de Bourg). |
| Enfants de Roger Mortimer       | |
|                                 | Anne Mortimer (1390 † 1411) ; fille aînée de Roger Mortimer et d'Aliénor Holland. - Mère de Richard Plantagenêt, 3e duc d'York. Parti, au I écartelé, aux 1 et 4 d'azur à trois fleurs de lys d'or (de France moderne) ; aux 2 et 3 de gueules à trois léopards d'or armés et lampassés d'azur (d'Angleterre), à la bordure d'argent semée de lions de pourpre, couronné, armé et lampassé d'or (de León) ; au II écartelé, aux 1 et 4 burelé d'or et d'azur, au chef tiercé en pal, le premier tranché, le troisième taillé des mêmes, le deuxième d'azur, au pal d'or, un écusson d'argent, brochant en cœur (de Mortimer) ; aux 2 et 3 d'or à la croix de gueules (de Bourg). |
|                                 | Edmond Mortimer (1391 † 1425), 5e comte de March, 7e comte d'Ulster ; fils aîné de Roger Mortimer et d'Aliénor Holland. Héritier désigné de Richard II à partir de 1398. Écartelé, aux 1 et 4 burelé d'or et d'azur, au chef tiercé en pal, le premier tranché, le troisième taillé des mêmes, le deuxième d'azur, au pal d'or, un écusson d'argent, brochant en cœur (de Mortimer) ; aux 2 et 3 d'or à la croix de gueules (de Bourg). |

### Maison de Norfolk
| Armoiries | Écu | Nom et blasonnement |
|           |     | Édouard de Norfolk (v. 1320 † 1334), fils unique de Thomas de Brotherton, comte de Norfolk, 5e fils du roi Édouard Ier d'Angleterre. - De gueules, à trois léopards d'or au lambel à trois pendants d'argent. |
|           |     | Marguerite de Brotherton (1320 † 1399), fille aînée et héritière éventuelle de Thomas de Brotherton, dont la mort en 1338 succède comme comtesse de Norfolk, puis en 1397 avancée en tant que duchesse de Norfolk à vie. - Parti, de sable au lion d'argent couronné d'or (Segrave (en)) et de gueules, à trois léopards d'or au lambel à trois pendants d'argent (Plantagenêt de Norfolk). En 1337, elle épouse en premières noces Jean, 4e baron Segrave (1315 † 1353). |
|           |     | Sir Thomas de Mowbray (1366 † 1399), petit-fils de Marguerite, duchesse de Norfolk, fils de Jean, 4e baron Mowbray, et d'Élisabeth, baronne Segrave (en) ; comte-maréchal, il est aussi 6e baron Mowbray puis 1er comte de Nottingham ensuite 1er duc de Norfolk, et épouse lady Élisabeth FitzAlan. - Ecartelé, au 1 et 4 de gueules à trois léopards d'or armés et lampassés d'azur au lambel à cinq pendants d'argent (Plantagenêt de Norfolk), et au 2 et 3 de gueules au lion d'argent (Mowbray) : selon le « Surrey Roll ». - Parti, au 1 d'azur à la croix fleuronnée d'or accompagnée de cinq merlettes du même d'Édouard le Confesseur), au 2 de gueules à trois léopards d'or au lambel à trois pendants d'argent (Plantagenêt de Norfolk) : accordées par (en) Richard II. |
|           |     | Sir John Howard (v.1425 † 1485), fils de Sir Robert Howard (1385–1436) et de lady Marguerite de Mowbray, petite fille du premier duc de Norfolk. Confident du roi Richard III, il est nommé en 1483 duc de Norfolk (3e cr.) puis comte-maréchal, ensuite commandant de l'aile droite yorkiste à Bosworth, où il trouve la mort. - Écartelé, au 1 et 4 de gueules à la bande d'argent de six croix recroisetées et fichées du même (Howard), au 2 de gueules à trois léopards d'or au lambel à trois pendants d'argent (Plantagenêt de Norfolk), et au 3 de gueules au lion d'argent (Mowbray). |
|           |     | Sir Thomas Howard (1443 † 1524), fils unique et héritier de John Howard, 1er duc de Norfolk, titré comte de Surrey de 1483–85 et 1489–1514 puis restauré en tant que 2e duc de Norfolk. - Écartelé, au 1 de gueules à la bande d'argent chargé en chef d'un écusson d'or au demi-lion percé par une flèche de gueules au double-trescheur fleuronné et contre-fleuronné du même accompagné de six croix recroisetées d'argent (Howard), au 2 de gueules à trois léopards d'or lampassés et armés d'azur au lambel à trois pendants d'argent (Plantagenêt de Norfolk), au 3 échiqueté d'or et d'azur (Warenne), au 4 de gueules au lion d'argent (Mowbray). Comte-maréchal d'Angleterre depuis 1509, suite la victoire de Flodden en 1513 sa famille est accordée d'augmentation d'honneur héraldique héreditaire, aussi bien que certaines domaines royales avec rentes à vie. |
|           |     | St. Philippe Howard (1557 † 1595), fils de Thomas Howard, 4e duc de Norfolk, qui succède en 1580 comme 20e comte d'Arundel, canonisé en 1970 par le pape Paul VI en tant qu'un des Quarante Martyrs de l'Angleterre et du Galles ; après son héritage en 1580 au titre féodal de comte d'Arundel, les Howard remplacent le trimestre héraldique des Mowbray avec ça des FitzAlan, puis s'appellent FitzAlan-Howard : - Écartelé, au 1 de gueules à la bande d'argent chargé en chef d'un écusson d'or au demi-lion percé par une flèche de gueules au double-trescheur fleuronné et contre-fleuronné du même accompagné de six croix recroisetées d'argent (Howard), au 2 de gueules à trois léopards d'or lampassés et armés d'azur au lambel à trois pendants d'argent (Plantagenêt de Norfolk), au 3 échiqueté d'or et d'azur (Warenne), au 4 de gueules au lion d'or (FitzAlan). St. Philippe Howard, connu à son époque en tant que comte d'Arundel, est grand-père du 5e duc de Norfolk. |
|           |     | Sir Thomas Howard (1561 † 1626), 1er comte de Suffolk (cr. 1603), amiral (RN), ancêtre des comtes de Berkshire. - Écartelé, au 1 de gueules à la bande d'argent accompagné de six croix recroisetées du même et chargé en chef d'un écusson d'or au demi-lion percé par une flèche de gueules au double-trescheur fleuronné et contre-fleuronné du même (Howard), au 2 de gueules à trois léopards d'or lampassés et armés d'azur au lambel à trois pendants d'argent (Plantagenêt de Norfolk), au 3 échiqueté d'or et d'azur (Warenne), au 4 de gueules au lion d'or (FitzAlan), à un croissant brochant en cœur de l'écartelé. Voir aussi : barons Howard de Walden (en) (cr. 1597). |
|           |     | L'hon. Hazel Scott-Ellis (née en 1935), comtesse Czernin de uxoris en 1957, titrée 10e baronne Howard de Walden (en) depuis 2004 suite la vacance en sa faveur du titre familial de pair. - Parti de gueules plein et fascé d'azur et d'argent (Czernin), en surtout d'un écusson écartelé, au 1 d'herminais à la croix de sable chargée de cinq croissants d'argent (Ellis), au 2 de gueules à la bande d'argent chargée de trois trèfles de sinople (Hervey), au 3 de gueules à deux léopards d'argent couronnés d'or (Felton (en)), au 4 de gueules à la bande d'argent accompagné de six croix recroisetées du même et chargé en chef d'un écusson d'or au demi-lion percé par une flèche de gueules au double-trescheur fleuronné et contre-fleuronné du même (Howard). Voir aussi : Grafen Czernin von und zu Chudenitz (cr. 1623). |
|           |     | Charles Howard (1628 † 1685), 1er comte de Carlisle, aussi vicomte Howard (en), baron Dacre (en) (cr. 1661), homme d'État et diplomate britannique. - Écartelé, au 1 de gueules à la bande d'argent chargé en chef d'un écusson d'or au demi-lion percé par une flèche de gueules au double-trescheur fleuronné et contre-fleuronné du même accompagné de six croix recroisetées d'argent (Howard), au 2 de gueules à trois léopards d'or lampassés et armés d'azur au lambel à trois pendants d'argent (Plantagenêt de Norfolk), au 3 échiqueté d'or et d'azur (Warenne), au 4 de gueules au lion d'argent (Mowbray), au 5 de gueules à trois coquilles d'argent (Dacre), au 6 fascé d'argent et d'azur à trois couronnes de roses de gueules brochant sur le tout (Greystoke (en)). Voir aussi : baron Howard d'Henderskelfe (à vie) ; château Howard. |
|           |     | William Howard (1510 † 1573), 1er baron Howard d'Effingham (it), amiral (RN), fils du 2e duc de Norfolk par sa seconde épouse, Agnès, sœur de sir Philip Tilney. - Écartelé, au 1 de gueules à la bande d'argent chargé en chef d'un écusson d'or au demi-lion percé par une flèche de gueules au double-trescheur fleuronné et contre-fleuronné du même accompagné de six croix recroisetées d'argent (Howard), au 2 de gueules à trois léopards d'or lampassés et armés d'azur au lambel à trois pendants d'argent (Plantagenêt de Norfolk), au 3 échiqueté d'or et d'azur (Warenne), au 4 de gueules au lion d'or (FitzAlan) à une étoile brochant en cœur de l'écartelé. Les barons Howard soient comtes de Nottingham de 1597 à 1681 jusqu'à la mort du 3e comte dont le titre de baron Howard d'Effingham (en) fut réussi par son cousin. |
|           |     | Francis Howard (1683 † 1743), 7e baron Howard d'Effingham (en), militaire au rang de colonel-général, depuis 1731 comte d'Effingham (en). - De gueules à la bande d'argent chargé en chef d'un écusson d'or au demi-lion percé par une flèche de gueules au double-trescheur fleuronné et contre-fleuronné du même accompagné de six croix recroisetées d'argent. |
|           |     | Lord Edmund FitzAlan-Howard (1855 † 1947), 1er vicomte FitzAlan de Derwent (en) (cr. 1921), politique puis dernier lord-lieutenant d'Irlande. - Écartelé, au 1 de gueules à la bande d'argent chargé en chef d'un écusson d'or au demi-lion percé par une flèche de gueules au double-trescheur fleuronné et contre-fleuronné du même accompagné de six croix recroisetées d'argent (Howard), au 2 de gueules à trois léopards d'or lampassés et armés d'azur au lambel à trois pendants d'argent (Plantagenêt de Norfolk), au 3 échiqueté d'or et d'azur (Warenne), au 4 de gueules au lion d'or (FitzAlan) à un croissant brochant en cœur de l'écartelé. |
|           |     | Lord Edward Howard MP (1818 † 1883), 1er baron Howard de Glossop (en), titre créé en 1869 pour le politicien libéral, deuxième fils du 13e duc de Norfolk. - Écartelé, au 1 de gueules à la bande d'argent chargé en chef d'un écusson d'or au demi-lion percé par une flèche de gueules au double-trescheur fleuronné et contre-fleuronné du même accompagné de six croix recroisetées d'argent (Howard), au 2 de gueules à trois léopards d'or lampassés et armés d'azur au lambel à trois pendants d'argent (Plantagenêt de Norfolk), au 3 échiqueté d'or et d'azur (Warenne), au 4 de gueules au lion d'or (FitzAlan). Le titre de baron Howard de Glossop (en) se fusionne dans celui de duc de Norfolk depuis 1975. |
|           |     | Sir Esmé Howard GCB GCMG (1863 † 1939), 1er baron Howard de Penrith (en) (cr. 1930), diplomate britannique. - Écartelé, au 1 de gueules à la bande d'argent chargé en chef d'un écusson d'or au demi-lion percé par une flèche de gueules au double-trescheur fleuronné et contre-fleuronné du même accompagné de six croix recroisetées d'argent (Howard), au 2 de gueules à trois léopards d'or lampassés et armés d'azur au lambel à trois pendants d'argent (Plantagenêt de Norfolk), au 3 échiqueté d'or et d'azur (Warenne), au 4 de gueules au lion d'or (FitzAlan). Cette branche de la famille descend du Lord Henry Howard-Molyneux-Howard. |
|           |     | Greville Howard (né en 1941), baron Howard de Rising à vie, cadet des comtes de Carlisle, homme d'affaires, parlementaire britannique depuis 2004. - Écartelé, au 1 de gueules à la bande d'argent chargé en chef d'un écusson d'or au demi-lion percé par une flèche de gueules au double-trescheur fleuronné et contre-fleuronné du même accompagné de six croix recroisetées d'argent (Howard), au 2 de gueules à trois léopards d'or lampassés et armés d'azur au lambel à trois pendants d'argent (Plantagenêt de Norfolk), au 3 échiqueté d'or et d'azur (Warenne), au 4 de gueules au lion d'argent (Mowbray), au 5 de gueules à trois coquilles d'argent (Dacre), au 6 fascé d'argent et d'azur à trois couronnes de roses de gueules brochant sur le tout (Greystoke (en)). |
|           |     | Cardinal Edward Henry Howard (1829 † 1892), prince de la Sainte Église Romaine et cardinal-évêque de Frascati, petit-neveu du lord Henry Howard-Molyneux-Howard. - D'un chapeau de gueules accompagné d'une cordelière à quinze houppes de même, l'écu broche sur une croix de procession d'or ; Écartelé, au 1 de gueules à la bande d'argent chargé en chef d'un écusson d'or au demi-lion percé par une flèche de gueules au double-trescheur fleuronné et contre-fleuronné du même accompagné de six croix recroisetées d'argent (Howard), au 2 de gueules à trois léopards d'or lampassés et armés d'azur au lambel à trois pendants d'argent (Plantagenêt de Norfolk), au 3 échiqueté d'or et d'azur (Warenne), au 4 de gueules au lion d'or (FitzAlan) à un annelet brochant en cœur de l'écartelé. |
|           |     | Sir Algar Howard KCB KCVO (1880 † 1970), arrière-petit-fils du lord Henry Howard-Molyneux-Howard, Jarretière principal roi d'Armes de 1944 à 1950. - Parti au 1 d'argent, à la croix de gueules au chef d'azur chargé d'une couronne entourée d'une jarretière et accompagnée à dextre d'un léopard à sénestre d'une fleur de lys le tout d'or (« Garter » (en)), au 2 de gueules à la bande d'argent chargé en chef d'un écusson d'or au demi-lion percé par une flèche de gueules au double-trescheur fleuronné et contre-fleuronné du même accompagné de six croix recroisetées d'argent (Howard). Voir aussi : ordre du Bain ; ordre royal de Victoria ; ordre de Saint-Jean ; blason taillé (en) ex officio. |

### Maison de Kent
| Figure                                         | Nom et blasonnement |
|                                                | Edmond de Woodstock (1301 † 1330), comte de Kent ; septième fils d'Édouard Ier. De gueules à trois léopards d'or armés et lampassés d'azur (d'Angleterre), à la bordure d'argent. |
| Enfants de Edmond de Woodstock                 | |
|                                                | Edmond de Kent (1326 † 1331), 2e comte de Kent ; fils aîné d'Edmond de Woodstock. De gueules à trois léopards d'or armés et lampassés d'azur (d'Angleterre), à la bordure d'argent. |
|                                                | Jean de Kent (1330 † 1352), 3e comte de Kent ; fils cadet d'Edmond de Woodstock. De gueules à trois léopards d'or armés et lampassés d'azur (d'Angleterre), à la bordure d'argent. |
|                                                | Jeanne de Kent (1328 † 1385), « la jolie fille de Kent », comtesse héritière de Kent (1352), baronne Holland par son mariage avec Thomas Holland (1340/1349) puis princesse de Galles par son mariage en troisièmes noces avec Édouard de Woodstock (1361) ; fille aînée d'Edmond de Woodstock. Comme princesse de Galles, à partir de 1361 : Parti, au I écartelé, aux 1 et 4 d'azur semé de lys d'or (de France ancien) ; aux 2 et 3 de gueules à trois léopards d'or armés et lampassés d'azur (d'Angleterre), au lambel à trois pendants d'argent brochant sur l'écartelé, chaque pendant chargé d'un canton de gueules ; au II de gueules (d'Angleterre), à trois léopards d'or, à la bordure d'argent. |
| Enfants de Jeanne de Kent et de Thomas Holland | |
|                                                | Thomas Holland (1350 † 1397), comte de Kent ; fils aîné de Jeanne de Kent et de Thomas Holland. Il reprend les armes de sa mère. De gueules à trois léopards d'or armés et lampassés d'azur (d'Angleterre), à la bordure d'argent. |
|                                                | Jean Holland (1352 † 1400), comte de Huntingdon (1388) puis duc d'Exeter (1397) ; fils cadet de Jeanne de Kent et de Thomas Holland. Il reprend les armes de sa mère et les brise : De gueules à trois léopards d'or armés et lampassés d'azur (d'Angleterre), à la bordure d'argent semée de lys d'or, |
| Enfants de Thomas Holland                      | |
|                                                | Thomas Holland (1372 † 1400), comte de Kent (1397) et duc de Surrey (1397) ; fils aîné de Thomas Holland. Parti, au I d'azur à la croix fleuronnée d'or entre cinq merlettes du même (armoiries attribuées à Édouard le Confesseur), à la bordure d'hermine ; et au II de gueules à trois léopards d'or armés et lampassés d'azur (d'Angleterre), au lambel d'argent et à la bordure du même |
|                                                | Edmond Holland (1384 † 1408), comte de Kent (1400) ; fils cadet de Thomas Holland. De gueules à trois léopards d'or armés et lampassés d'azur (d'Angleterre), à la bordure d'argent. |
|                                                | Margaret Holland (1385 † 1439), comtesse de Somerset par son mariage avec Jean Beaufort puis duchesse de Clarence par son mariage avec Thomas de Lancastre ; troisième fille de Thomas Holland. Comme comtesse de Somerset Parti, au I écartelé, aux 1 et 4 d'azur semé de lys d'or (de France ancien) ; aux 2 et 3 de gueules à trois léopards d'or armés et lampassés d'azur (d'Angleterre), à la bordure componnée d'argent et d'azur ; au II de gueules à trois léopards d'or armés et lampassés d'azur (d'Angleterre), à la bordure d'argent |
| Enfants de Jean Holland                        | |
|                                                | Jean Holland (1395 † 1447), duc d'Exeter (1416) et comte de Huntingdon ; fils unique de Jean Holland De gueules à trois léopards d'or armés et lampassés d'azur (d'Angleterre), à la bordure d'azur à huit fleurs de lys d'or, Armoiries ensuite portées par son fils : - Henri Holland (1430 † 1475), 3e duc d'Exeter, fils unique du précédent. |

### Prétendants au trône par les femmes
| Figure                                                | Nom et blasonnement |
| Prétendants issus de la ligne directe des Plantagenêt | |
|                                                       | Roger Mortimer (1374 † 1398), 4e comte de March, 6e comte d'Ulster ; fils unique de Philippa de Clarence et d'Edmond Mortimer. Héritier désigné de son cousin Richard II à partir de 1385. Écartelé, aux 1 et 4 burelé d'or et d'azur, au chef tiercé en pal, le premier tranché, le troisième taillé des mêmes, le deuxième d'azur, au pal d'or, un écusson d'argent, brochant en cœur (de Mortimer) ; aux 2 et 3 d'or à la croix de gueules (de Bourg). Armoiries également portées par son fils : - Edmond Mortimer (1391 † 1425), 5e comte de March, 7e comte d'Ulster. Héritier désigné de Richard II à partir de 1398. |
| Prétendants issus de la maison de Gloucester          | |
|                                                       | Henry Stafford (1455 † 1483), 2e duc de Buckingham ; fils d'Humphrey Stafford et de Marguerite Beaufort. Exécuté en 1483 par Richard III. Écartelé, aux 1 et 4 d'azur à trois fleurs de lys d'or (de France moderne) ; aux 2 et 3 de gueules à trois léopards d'or armés et lampassés d'azur (d'Angleterre), à la bordure d'argent. |
|                                                       | Édouard Stafford (1478 † 1521), 3e duc de Buckingham (1486) ; fils aîné du précédent. Exécuté en 1521 par Henri VIII. Écartelé, aux I et IV contre-écartelé, aux 1 et 4 d'azur à trois fleurs de lys d'or (de France moderne) ; aux 2 et 3 de gueules à trois léopards d'or armés et lampassés d'azur (d'Angleterre), à la bordure d'argent ; aux II et III d'or au chevron de gueules (de Stafford). |
| Prétendants issus de la maison d'York                 | |
|                                                       | John de la Pole (1462 † 1487), comte de Lincoln ; fils aîné de John de la Pole, duc de Suffolk, et d'Élisabeth d'York. Héritier désigné de son oncle Richard III à partir de 1485. Écartelé, aux 1 et 4 d'azur à la fasce d'or entre trois têtes de léopard du même (de La Pole) ; aux 2 et 3 d'argent au chef de gueules, un lion d'or à la queue fourchée, armé et lampassé d'azur, brochant (de Chaucer), au lambel d'argent à trois pendants brochant sur l'écartelé. |
|                                                       | Edmond de la Pole (1472 † 1513), 3e duc de Suffolk ; second fils de John de la Pole et d'Élisabeth d'York. Exécuté en 1513 par Henri VIII. Écartelé, aux I et IV contre-écartelés, aux 1 et 4 d'azur à trois fleurs de lys d'or (de France moderne) ; aux 2 et 3 de gueules à trois léopards d'or armés et lampassés d'azur (d'Angleterre), au lambel d'argent à trois pendants, brochant sur le contre-écartelé, chaque pendant chargé de trois tourteaux de gueules ; au II d'azur à la fasce d'or entre trois têtes de léopard du même (de La Pole) ; au III d'argent à la bande de gueules, accompagnée de deux filets de sable et chargée de trois vols d'argent (de Wingfield). |
|                                                       | Henri Courtenay (1498 † 1538), marquis d'Exeter ; fils de William Courtenay et de Catherine d'York. Exécuté en 1538 par Henri VIII. Écartelé, au I contre-écartelé, aux 1 et 4 d'or d'azur à trois fleurs de lys d'or (de France moderne) ; aux 2 et 3 de gueules à trois léopards d'or armés et lampassés d'azur (d'Angleterre) ; à la bordure écartelée aux 1 et 4 de gueules à trois léopards d'or armés et lampassés d'azur (d'Angleterre) ; aux 2 et 3 d'or d'azur à trois fleurs de lys d'or (de France moderne) ; aux II et III, d'or à trois tourteaux de gueules (de Courtenay) ; au IV d'or au lion d'azur (de Redvers). |
|                                                       | Henri Pole (1492 † 1539), baron Montagu (en) ; fils aîné de Richard Pole et de Marguerite de Clarence. Exécuté en 1539 par Henri VIII. Parti de 3, coupé de 1, au I contre-écartelé, aux 1 et 4 d'azur à trois fleurs de lys d'or (de France moderne) ; aux 2 et 3 de gueules à trois léopards d'or armés et lampassés d'azur (d'Angleterre) ; au II parti de sable et d'or au sautoir engrêlé de l'un dans l'autre (de Pole) ; au III de gueules au sautoir d'argent au lambel à trois pendants d'argent, chaque componné d'azur et d'argent (armes de sa mère, Isabelle Neville) ; au IV de gueules à la fasce d'or accompagnée de six croix recroisettées du même (de Beauchamp) ; au V échiqueté d'azur et d'or au chevron d'hermine (de Newburgh) ; au VI d'argent à trois losanges de gueules posées en fasce (de Montagu) ; au VII d'or à l'aigle de sinople (de Monthermer} ; au VIII écartelé, aux 1 et 4 d'or à trois chevrons de gueules (de Clare) ; aux 2 et 3 écartelé d'argent et de gueules à la frette d'or, une bande de sable brochant (de Despenser). Armoiries également portées par son frère : - Reginald Pole (1500 † 1558), cardinal-archevêque de Cantorbéry. |

## Branches bâtardes

### Maison de Beaufort
| Figure                      | Nom et blasonnement |
|                             | Jean Beaufort (1373 † 1410), comte de Somerset et marquis de Dorset (1397) ; fils bâtard de Jean de Gand. Parti, d'argent et d'azur à la bande de gueules brochant sur le parti et chargée de trois léopards d'or au lambel d'azur en chef semé de lys d'or, En 1396, Jean de Gand épouse sa maîtresse Katherine Swynford et légitime son bâtard, qui prend : Écartelé, aux 1 et 4 d'azur semé de lys d'or (de France ancien) ; aux 2 et 3 de gueules à trois léopards d'or armés et lampassés d'azur (d'Angleterre), à la bordure componnée d'argent et d'azur, Armes également portées par son frère Henri, évêque de Winchester. |
|                             | Thomas Beaufort (1377 † 1426), comte de Dorset (1411) et duc d'Exeter (1416) ; fils bâtard de Jean de Gand. En 1396, Jean de Gand épouse sa maîtresse Katherine Swynford et légitime son bâtard, qui prend : Écartelé, aux 1 et 4 d'azur semé de lys d'or (de France ancien) ; aux 2 et 3 de gueules à trois léopards d'or armés et lampassés d'azur (d'Angleterre), à la bordure componnée d'argent et d'hermine,. |
| Enfants de Jean Beaufort    | |
|                             | Henri Beaufort (1401 † 1418), 2e comte de Somerset ; fils aîné de Jean Beaufort. Écartelé, aux 1 et 4 d'azur à trois fleurs de lys d'or (de France moderne) ; aux 2 et 3 de gueules à trois léopards d'or armés et lampassés d'azur (d'Angleterre), à la bordure componnée d'argent et d'hermine,. Armes portées ensuite par ses frères et ses neveux : - Jean II Beaufort (1404 † 1444), 3e comte de Somerset puis duc de Somerset et comte de Kendall (1443). - Edmond Beaufort (1406 † 1455), marquis de Dorset (1443) puis 1er duc de Somerset (1448). - Henri II Beaufort (1436 † 1464), 2e duc de Somerset (1455), fils du précédent. - Edmond II Beaufort (1438 † 1471), 3e duc de Somerset (le titre ayant été confisqué par les York, seuls les lancastriens le reconnaissent comme tel), frère du précédent. |
|                             | Jeanne Beaufort (1404 † 1445), reine d'Ecosse par son mariage avec Jacques Ier Stuart ; fille aînée de Jean Beaufort. Mi-parti, au I d'or au lion de gueules armé et lampassé d'azur dans un double trescheur fleuronné et contre-fleuronné du second (d'Ecosse) ; au II écartelé, aux 1 et 4 d'azur à trois fleurs de lys d'or (de France moderne) ; aux 2 et 3 de gueules à trois léopards d'or armés et lampassés d'azur (d'Angleterre), à la bordure componnée d'argent et d'hermine,. |
| Enfants de Jean II Beaufort | |
|                             | Margaret Beaufort (1443 † 1509), comtesse de Richmond par son mariage avec Edmond Tudor ; fille unique de Jean II Beaufort et mère du futur Henri VII d'Angleterre Comme comtesse de Richemond : Parti, écartelé, aux 1 et 4 d'azur semé de lys d'or (de France ancien) ; aux 2 et 3 de gueules à trois léopards d'or armés et lampassés d'azur (d'Angleterre), à la bordure d'azur semée de lis et de merlettes d'or ; au II écartelé, aux 1 et 4 d'azur à trois fleurs de lys d'or (de France moderne) ; aux 2 et 3 de gueules à trois léopards d'or armés et lampassés d'azur (d'Angleterre), à la bordure componnée d'argent et d'hermine,. |

#### Maison de Somerset
| Armoiries | Écu | Nom et blasonnement |
|           |     | Charles Somerset (1460 † 1526), fils illégitime d'Henri Beaufort, duc de Somerset, chevalier de la Jarretière depuis 1496, cr. comte de Worcester en 1514, épouse lady Elisabeth Herbert (en) († 1513), 3e baronne Herbert (en), avec issu. - Écartelé au 1 et 4 d'azur à trois fleurs de lys d'or (France) au 2 et 3 de gueules à trois léopards d'or (Angleterre) le tout au filet en bordure componée d'argent et d'azur (de Beaufort) au bâton péri d'argent, sur le tout un écusson parti d'azur et de gueules à trois lions d'argent armés et lampassés d'or (Herbert)                                 |
|           |     | William Somerset (1526 † 1589), 3e comte de Worcester, chevalier de la Jarretière. - Écartelé au 1 et 4 tiercé en fasce d'or, contre-écartelé d'azur à trois fleurs de lys d'or de gueules à trois léopards d'or le tout au filet en bordure componée d'argent et d'azur et d'or (de Beaufort) au 2 parti d'azur et de gueules à trois lions d'argent armés et lampassés d'or (d'Herbert) au 3 d'argent à la fasce de gueules conjointe au canton du même (de Woodville). |
|           |     | Édouard Somerset (1550 † 1628), 4e comte de Worcester, chevalier de la Jarretière. - Écartelé, au 1 et 4 contre-écartelé en 1 et 4 d'azur à trois fleurs de lys d'or et en 2 et 3 de gueules à trois léopards d'or armés et lampassés d'azur (d'Angleterre) armés et lampassés d'azur (d'Angleterre) à la bordure componée d'argent et d'azur (Beaufort), au 2 parti d'azur et de gueules à trois lions d'argent armés et lampassés d'or (Herbert), au 3 d'argent à la fasce de gueules conjointe au canton du même (de Woodville) Blasons portés ensuite (sans Jarretière) par les marquis de Worcester : . |
|           | ·   | Henry Somerset (1629 † 1700), 3e marquis de Worcester, cr. duc de Beaufort en 1682, chevalier de la Jarretière. - Écartelé, au 1 et 4 contre-écartelé en 1 et 4 d'azur à trois fleurs de lys d'or et en 2 et 3 de gueules à trois léopards d'or armés et lampassés d'azur (d'Angleterre), le tout à la bordure componée d'argent et d'azur. Voir aussi : ducs de Beaufort. |
|           |     | Lord FitzRoy Somerset (1788 † 1855), marshal britannique, grand-croix du Bain, fils cadet du 5e duc de Beaufort. - Écartelé, au 1 et 4 contre-écartelé en 1 et 4 d'azur à trois fleurs de lys d'or et en 2 et 3 de gueules à trois léopards d'or armés et lampassés d'azur (d'Angleterre), le tout à la bordure componée d'argent et d'azur. Voir aussi : barons Raglan (en). |